# Klobouky u Brna
Klobouky u Brna là một thị trấn thuộc huyện Břeclav, vùng Jihomoravský, Cộng hòa Séc.